# Яніна Курковська-Спихайова
Яніна Курковська-Спихайова (8 лютого 1901, Старосельце — 6 червня 1979) — польська спортсменка із стрільби з лука. Має п'ять переможних титулів чемпіонатів світу з стрільби з лука на відкритому повітрі (1933 рік, 1934 рік, 1936 рік, 1939 і 1947 рр.) Курковська-Спихайова є найбільш успішним стрільцем на чемпіонатах світу. Її перемоги на рівні чемпіонатів світу тривали 24 роки, з 1931 року, коли вона виграла (змішану) індивідуальну срібну медаль на вступному чемпіонаті світу, і до 1955 року, коли допомогла Польщі виграти бронзову медаль жіночої команди.